# Heinkel HE 6
Хейнкель HE 6 (нем. Heinkel HE  6) — немецкий почтовый самолёт.
В 1927 году на заводе Heinkel было начато строительство самолёта, получившего обозначение Heinkel HE 6. Самолёт официально строился в виде личной инициативы Эрнста Хейнкеля, хотя на самом деле этот проект финансировали германские ВМС, судоходная компания HAPAG, а также фирма Telefunken. HE 6 получил прозвище ласточка. Первый полет HE 6 состоялся 2 августа 1927 года. Самолёт был оснащён немецким двигателем BMW VI. В ходе испытаний стало ясно, что требуется более мощный двигатель. Выбор был сделан в пользу американского Packard 3A-2500 (800 л. с.). Новая версия самолёта получила обозначение HE 6b.
HE 6b с полезной нагрузкой в 1000 кг смог пролететь почти 11 часов, установив новый рекорд Германии. Рекордный полет стал последним перед запланированным на 12 октября перелетом через Атлантический океан. Весь перелет самолёт преследовали мелкие поломки и плохая погода, пока наконец 16 ноября при старте не был сорван винт и повреждены поплавки, вследствие чего машина перевернулась. Экипажу удалось спастись. Восстанавливать машину не стали, но в конце 1928 года были построены два экземпляра самолёта с двигателем BMW VI, получившие название Heinkel HE 10.